# سولینا
شهر سولینا (به رومانیایی: Sulina) در شهرستان تولچه در کشور رومانی واقع شده‌است. جمعیت این شهر ۵٬۱۴۰ نفر  است.

## نگارخانه

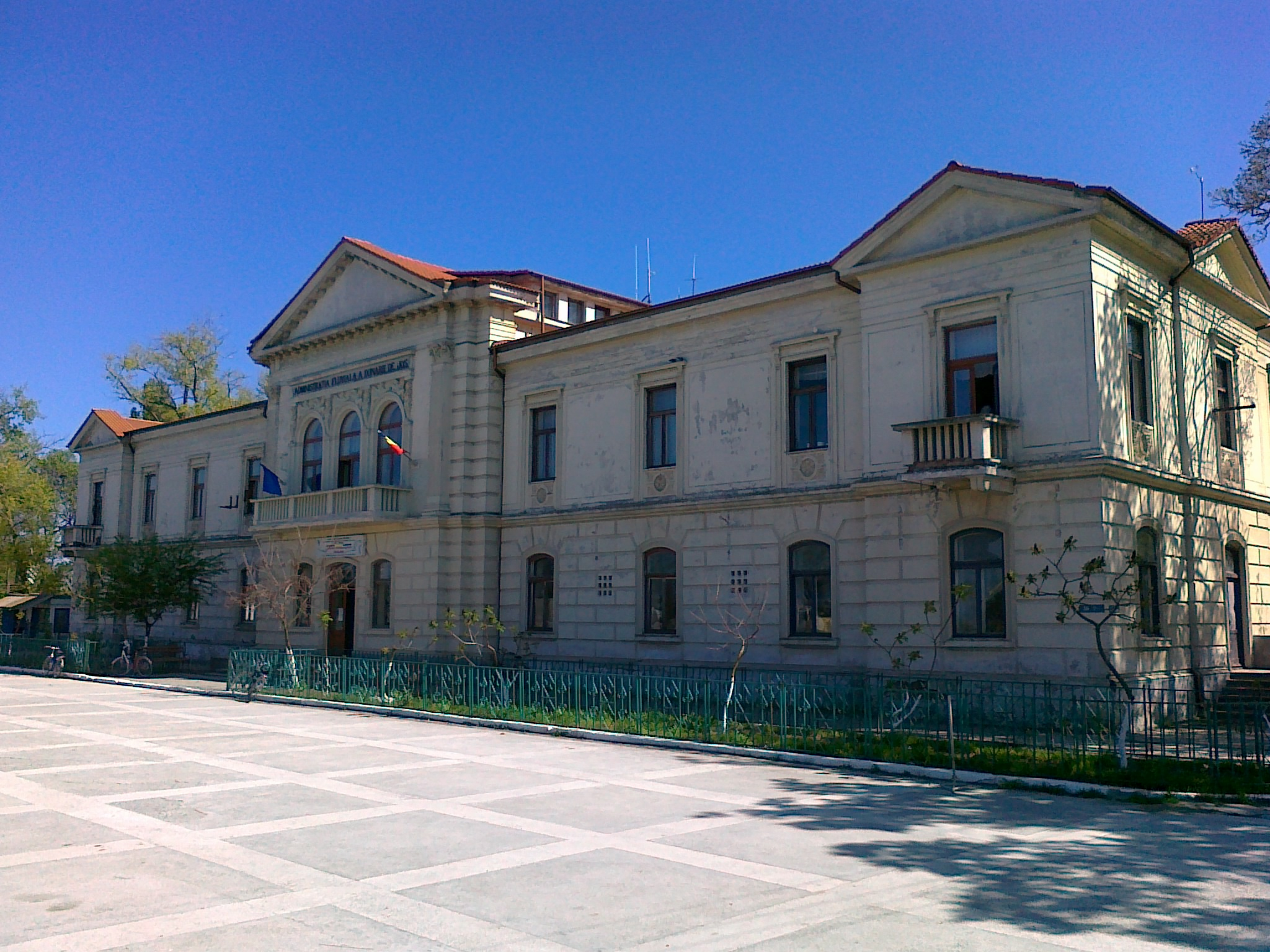
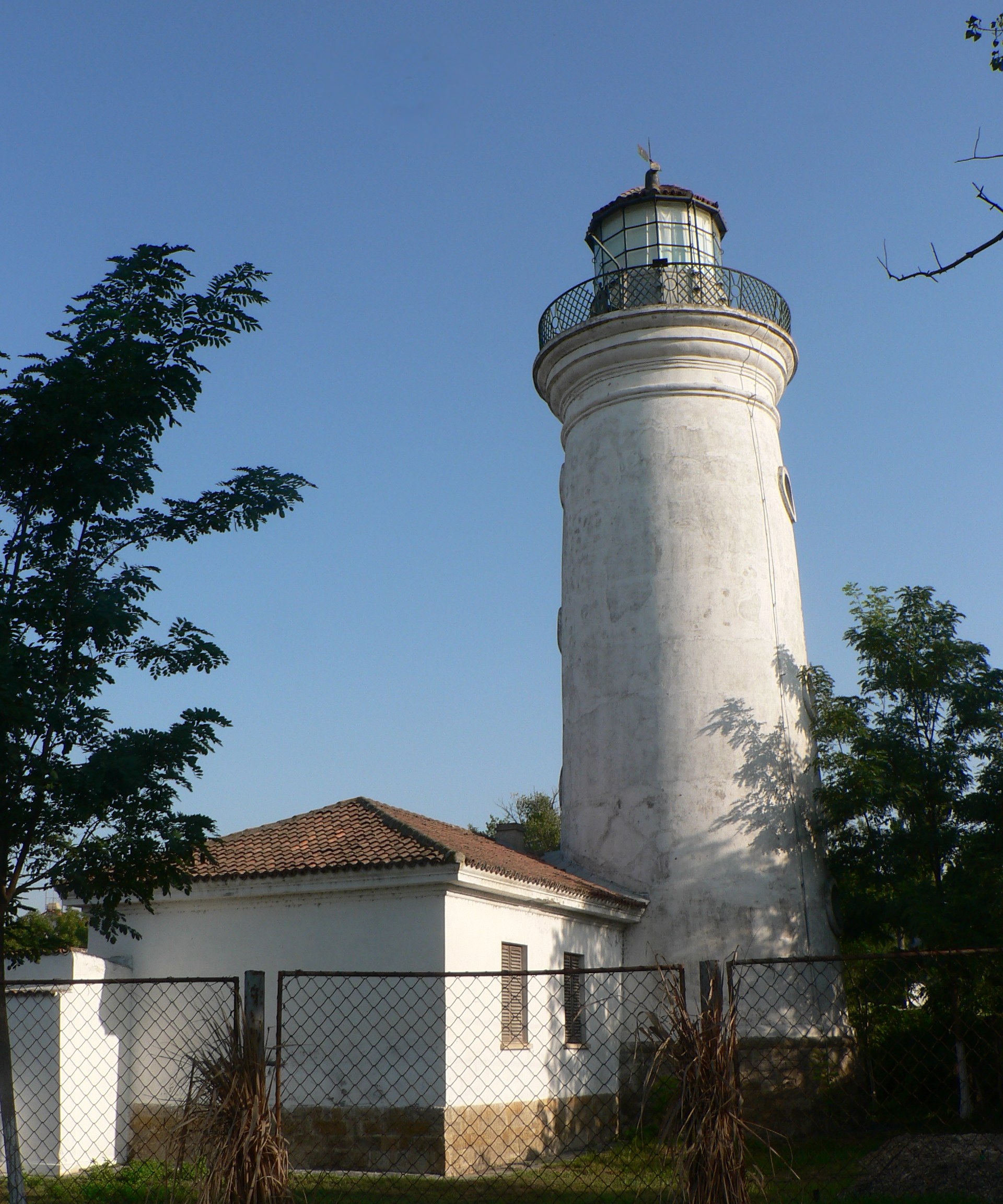